# Йохен Зайц
Йохен Зайц (на немски: Jochen Seitz, роден на 11 октомври 1976 г. в Ерленбах на Майн) е немски футболист, който играе като полузащитник за Байерн Алценау.

## Кариера
Зайц е играл за Хамбургер ШФ, Унтерахинг, Щутгарт, Шалке 04, Кайзерслаутерн, Хофенхайм и Алемания Аахен. Зайц подписва с Черноморец (Бургас) на 4 юли 2009 г. за две години. Прави дебют 3 дни по-късно, като новият му отбор побеждава с 2:0 в приятелски мач срещу Черноморец (Поморие).

## Статистика по сезони
| Сезон   | Отбор           | Първенство | Мачове | Голове |
| ------- | --------------- | ---------- | ------ | ------ |
| 2009/10 | Черноморец (Бс) | А група    | 27     | 0      |
| 2010/11 | Черноморец (Бс) | А група    | 20     | 0      |